# Forcipomyia corsoni
Forcipomyia corsoni är en tvåvingeart som beskrevs av John William Scott Macfie 1926. Forcipomyia corsoni ingår i släktet Forcipomyia och familjen svidknott. Inga underarter finns listade i Catalogue of Life.